# Propionat
Propanoatni ili propionatni jon je 25OO− (propanoinska kiselina bez jednog vodoničnog jona).
Propanoinsko ili propionsko jedinjenje je so ili estar propanoinske kiseline. U tim jedinjenjima, propanoat se često piše kao  ili EtCO2.
Propanoati nisu isto što i propenoati (poznati kao akrilati), joni/soli/estri propenoinske kiseline (takođe poznate kao 2-propenoinska kiselina ili akrilna kiselina).

## Primeri
- Natrijum propanoat,
- Metil propanoat,
- Kalcijum propanoat,
- Kalijum propanoat,
- Testosteron propanoat
- Flutikazon propanoat